# Маэстро, Джонни
Джонни Маэстро (англ. Johnny Maestro, наст. имя Джон Питер Мастранджело (John Peter Mastrangelo); род. 7 мая 1939, Нью-Йорк — 24 марта 2010, Кейп-Корал, Флорида) — американский певец. Ведущий вокалист ду-воп-групп The Crests (1956—1961) и Brooklyn Bridge (1968—2010).
В 1956 году в качестве ведущего вокалиста присоединился к ду-воп-группе The Crests, состоявшей из подростков Нижнего Ист-Сайда. В 1958 году на лейбле Coed был выпущен сингл с песней «16 Candles», достигший второго места в Billboard Hot 100. В 1957—1961 годах в Billboard Hot 100 попало более десятка синглов группы.
В 1961 году покинул группу: по словам и Маэстро, и основателя группы Джей Ти Картера на этом настоял лейбл Coed, опасавшийся, что смешанный расовый состав группы ограничивает её возможности, и решивший разделить группу и её ведущего вокалиста. Первые сольные записи были подписаны «Johnny Maestro, Voice of the Crests». И группа, и Джонни Маэстро покинули лейбл Coed уже в 1962 году.
В апреле 1968 года Маэстро стал ведущим вокалистом группы The Del-Satins. В том же году группа объединилась с другой группой, The Rhythm Method, в новый коллектив — The Brooklyn Bridge. Первый же сингл новой группы — «Worst That Could Happen» (кавер-версия песни Джимми Уэбба) — достиг третьего места в Billboard Hot 100. В 1990-е и 2000-е годы альбомы группы выходили под именем Johnny Maestro and The Brooklyn Bridge.
В 2005 году в составе The Brooklyn Bridge был включён в Зал славы вокальных групп.
Скончался в 2010 году от рака. В 2011 году в память о певце небольшой участок Мейсон-авеню на Статен-Айленде был назван Johnny Maestro Way.